# Fakó szőrgomba
A fakó szőrgomba vagy fakóbolyhos tejelőgomba (Lactarius mairei) a galambgombafélék családba tartozó, Európában és Észak-Afrikában honos, lomberdőkben élő, nem ehető gombafaj.

## Megjelenése
A fakó szőrgomba kalapja 4-15 cm széles, alakja kezdetben domború, majd kiterül, idősen kissé tölcséresedik. Széle sokáig begöngyölt marad. Színe fakóbarnás, okkerbarnás, rozsdás árnyalattal. Felülete nemezes, körkörösen sávos, foltos, széle felé puhán szőrös-bozontos; a szőrök idővel lekophatnak. Húsa kemény, törékeny, színe fehéres, sérülésre fehér tejnedvet ereszt. Szaga gyümölcsre emlékeztet, íze égetően csípős.
Sűrűn álló lemezei tönkhöz nőttek vagy kissé lefutók. Fiatalon fehéres-krémszínűek, később okkeresek.
Spórapora krémszínű. Spórája elliptikus, kissé szemölcsös, mérete 7,5-9 x 5-7 mikrométer.
Tönkje 3-8 cm magas és 1-2 cm vastag. Alakja hengeres, kissé lefelé vékonyodó. Idős korban üregesedik. Színe halvány okkersárga, felülete sötétebben foltos.

### Hasonló fajok
Az ehető ízletes- és lucfenyvesi rizikével vagy a nem ehető begöngyöltszélű tejelőgombával lehet összetéveszteni.

## Elterjedése és termőhelye
Európában és Észak-Afrikában honos. Magyarországon nem ritka. 
Meszes talajú lomb- és vegyes erdőkben él, inkább tölgyek alatt. Júniustól októberig terem.
Nem ehető.   